# قرص ضد بید

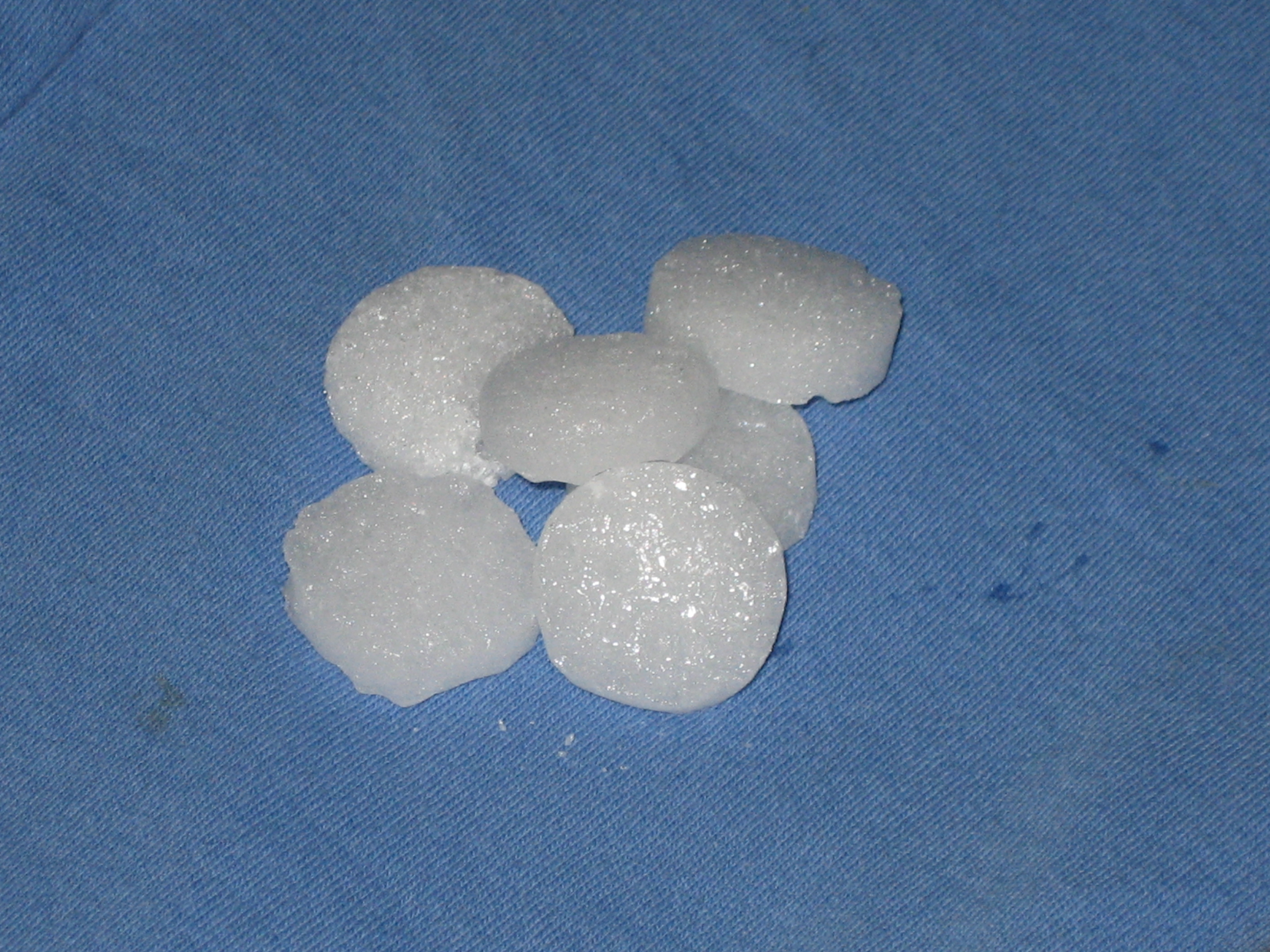
گلوله‌های ضد بید

قرص ضد بید یا در فرهنگ عامه قرص نفتالین توپ‌های کوچکی از آفت‌کش‌ها و دئودورانت‌های شیمیایی هستند که گاهی برای نگهداری لباس‌ها و سایر اقلام مستعد آسیب ناشی از کپک‌ها یا لارو بید (مخصوصاً بیدهای لباس مانند Tineola bisselliella ) استفاده می‌شوند.

## ترکیب‌بندی
قرص‌های ضد بید قدیمی عمدتاً از نفتالین تشکیل شده بودند، اما به دلیل اشتعال‌پذیری نفتالین، در بسیاری از فرمول‌های مدرن قرص ضد بید از ۱٬۴-دی کلروبنزن استفاده می‌شود. فرمول دوم ممکن است تا حدودی کمتر قابل اشتعال باشد، اگرچه هر دو ماده شیمیایی دارای رتبه یکسانی NFPA 704 برای اشتعال‌پذیری هستند. ماده شیمیایی اخیر نیز به شکل‌های مختلفی به عنوان پارا دی کلروبنزن، p-دی کلروبنزن، pDCB یا PDB برچسب‌گذاری می‌شود، که شناسایی آن را دشوارتر می‌کند مگر اینکه همه این کلمات اختصاری برای یک خریدار بالقوه شناخته شده باشد. هر دوی این فرمول‌ها دارای بوی قوی، تند و شیرین هستند که اغلب به صورت قرص ضد بید ارائه می‌شوند. هر دو نفتالین و ۱٬۴-دی کلروبنزن تحت تصعید قرار می‌گیرند، به این معنی که آنها از حالت جامد مستقیماً به گاز تبدیل می‌شوند. این گاز برای پروانه و لارو بید سمی است.
به دلیل خطرات سلامتی ۱٬۴-دی کلروبنزن و اشتعال‌پذیری نفتالین، گاهی اوقات از مواد دیگری مانند کافور استفاده می‌شود.

## استفاده
گلوله‌های خنثی در کیسه‌های هوابند ساخته شده از پلاستیک غیر واکنشی مانند پلی اتیلن یا پلی پروپیلن نگهداری می‌شوند (سایر پلاستیک‌ها ممکن است تخریب یا نرم شوند). لباسی که باید محافظت شود باید در ظروف دربسته قرار داده شود. در غیر این صورت گاز حاصله تمایل به فرار به محیط اطراف دارد. دستورالعمل‌های شرکت سازنده مرتباً در مورد استفاده از گلوله‌های مایع برای هر هدفی غیر از مواردی که در بسته‌بندی مشخص شده هشدار می‌دهد، زیرا چنین استفاده‌هایی نه تنها مضر هستند، بلکه اغلب غیرقانونی تلقی می‌شوند.
اگرچه گاهی اوقات به عنوان دافع مار استفاده می‌شود، اما استفاده از قرص به عنوان دافع جوندگان، سنجاب‌ها یا خفاش‌ها در بسیاری از مناطق غیرقانونی است و بیشتر از آفت‌ها برای انسان آزار دهنده و خطرناک است. با این حال، قرص‌های بید همچنان به عنوان دافع سنجاب تبلیغ می‌شوند و جزء برخی از محصولات تجاری دافع حیوانات موذی و مار هستند.

## خطرات سلامتی
وزارت بهداشت و خدمات انسانی ایالات متحده (DHHS) تشخیص داده‌است که ۱٬۴-دی کلروبنزن "ممکن است که سرطان زا باشد ". اگرچه مطالعه انسانی در مقیاس کامل انجام نشده‌است ولی با مطالعات حیوانی ثابت شده‌است. برنامه ملی سم‌شناسی (NTP)، آژانس بین‌المللی تحقیقات سرطان (IARC) و ایالت کالیفرنیا ۱٬۴-دی کلروبنزن را سرطان‌زا می‌دانند.
قرار گرفتن در معرض گلوله‌های نفتالین می‌تواند باعث همولیز حاد (کم خونی) در افراد مبتلا به کمبود گلوکز-۶-فسفات دهیدروژناز شود. IARC نفتالین را به عنوان احتمالاً سرطان‌زا برای انسان و سایر حیوانات طبقه‌بندی می‌کند (به گروه 2B مراجعه کنید). IARC اشاره می‌کند که بیش از اندازه در معرض این قرص قرار گرفتن باعث آب مروارید در انسان، موش، خرگوش و موش می‌شود. قرار گرفتن مزمن در معرض بخارات نفتالین نیز باعث آب مروارید و خونریزی شبکیه می‌شود. بر اساس گزاره ۶۵ کالیفرنیا، نفتالین به عنوان «عامل سرطان شناخته شده» ذکر شده‌است.
تحقیقات در دانشگاه کلرادو در بولدر مکانیسم احتمالی اثرات سرطان‌زایی گلوله‌های ضد بید و برخی از انواع خوشبوکننده‌های هوا را نشان داد.
علاوه بر خطرات سرطانی، گلوله‌های ضد بید باعث آسیب کبد و کلیه می‌شوند.
۱٬۴-دی کلروبنزن یک نوروتوکسین است. به عنوان یک ماده استنشاقی مورد سوء استفاده قرار گرفته‌است که باعث انواع اثرات عصبی می‌شود.
گلوله‌های ضد بید حاوی نفتالین از سال ۲۰۰۸ در اتحادیه اروپا ممنوع شده‌است.
استنشاق یا لمس قرص ضد بید یا قرص نفتالین برای افراد مبتلا به فاویسم یا بیماری باقله‌ای ممکن است خطرناک باشد

## جایگزین‌ها
همان‌طور که در Tineola bisselliella با جزئیات بیشتر بحث شد، جایگزین‌های گلوله‌های ضد بید برای کنترل بیدهای لباس، خشک‌شویی، انجماد، جاروبرقی کامل، و شستن در آب داغ است. در چین کافور همچنین به عنوان دافع بید استفاده می‌شود. برخلاف نفتالین و دی کلروبنزن، کافور کاربردهای دارویی دارد و به عنوان یک سرطان‌زا در نظر گرفته نمی‌شود، اگرچه در مقادیر زیاد سمی است. از چوب و روغن سرو قرمز نیز به عنوان دافع بید جایگزین استفاده می‌شود.
تله‌های فرمونی نیز یک ابزار تشخیصی مؤثر هستند و گاهی اوقات می‌توانند ابزار کنترلی مؤثری برای محافظت از لباس‌های ارزشمند باشند.

## در فرهنگ عامه
به عنوان یک فعل، "Mothball" در فرهنگ غرب کاربرد استعاری دارد، به این معنی که "کار بر روی یک ایده، برنامه یا کار را متوقف کنید، اما آن را به گونه ای ترک کنید که کار در آینده ادامه یابد". "Mothballed" یک صفت رایج برای توصیف کشتی‌ها یا هواپیماهایی است که برای مدت طولانی ذخیره می‌شوند، اما برای اسقاط فرستاده نمی‌شوند.